# Girkê Legê
 (décembre 2020).
Girkê Legê (en arabe : المعبدة, Al-Muabbada) est une ville du Kurdistan occidental en Rojava, en Syrie. 
Selon le Bureau central des statistiques syrien (CBS), Girkê Legê comptait 15 759 habitants lors du recensement de 2004. La ville est à 35 kilomètres de la frontière irakienne et à 15 kilomètres de la frontière turque. En 2004, Girkê Legê est la huitième plus grande ville du Gouvernorat de Hassaké. La majorité des habitants de la ville sont des kurdes avec une importante minorité arabe.
Le 24 juillet 2012, le Parti de l'union démocratique (PYD) a annoncé que les forces de sécurité syriennes se retiraient de Girkê Legê. Les forces des Unités de protection du peuple ont ensuite pris le contrôle de toutes les institutions gouvernementales et la ville est passée entièrement sous le contrôle du PYD.